# Mairago
Mairago ist eine Gemeinde mit 1375 Einwohnern (Stand 31. Dezember 2023) in der Provinz Lodi in der italienischen Region Lombardei.

## Ortsteile
Im Gemeindegebiet liegen neben dem Hauptort die Fraktion Basiasco, sowie die Wohnplätze Cascina Griona, Cascina Gudio, Cascina Rometta und Località Mulino Nuovo.

## Söhne und Töchter der Stadt
Agostino Bassi (1773–1856), Biologe